# HD 118839
HD 118839，又名BD+19 2697，SAO 100650、HR 5137，是一颗恒星，视星等为6.48，位于銀經356.46，銀緯75.91，其B1900.0坐标为赤經13h 34m 13.5s，赤緯+18° 75.91′ 26″。